# Кринкин, Иосиф Яковлевич
Ио́сиф (Ю́зеф) Я́ковлевич Кри́нкин (август 1901, Друя — дата и место смерти неизвестны) — комсомольский и общественный деятель, дипломатический работник, критик, киновед, ответственный секретарь Ленинградской ассоциации работников революционной кинематографии, ответственный редактор газеты «Кино» (1934—1935).

## Биография
Родился в августе 1901 года в Друе Дисненского уезда Виленской губернии. До Октябрьской революции работал вместе с Ф. М. Эрмлером на аптекарском складе в Режице, где в это время жила его семья. После революции служил в ЧК, участвовал в подавлении Кронштадтского восстания, член Тверского губкома РКСМ.
В 1927—1930 годах — секретарь Наркоминдела в Ленинграде. В кинематограф попал благодаря Ф. М. Эрмлеру. Был в дружеских отношениях с поэтессой Ольгой Ваксель.
В 1928—1931 годах — ответственный секретарь Ленинградской ассоциации работников революционной кинематографии (ЛенАРРК). При обсуждении в ЛенАРРК положительно оценил фильм Г. М. Козинцева и Л. З. Трауберга «Новый Вавилон», отметив, что «картина идеологически выдержана» и «за продвижение её надо бороться».
В начале 30-х годов — сотрудник сценарного отдела, член художественного бюро киностудии «Ленфильм». Один из авторов рецензии в «Ленинградской правде» на фильм С. И. Юткевича «Златые горы», в которой отмечалось, что наряду с крайне серьёзными недостатками в картине, «Юткевич упорно борется с проявлениями чуждых тенденций (формализм, механизм) в своём собственном творчестве».
Член секретариата Ассоциации работников революционной кинематографии (АРРК, 1932). Входил в состав специальной рецензентской бригады при ЛенАРРКа, которая давала развёрнутые рецензии на фильмы и сценарии на основе состоявшихся дискуссий в Ленинградском доме кино. Рецензии утверждались Ленинградским бюро АРРК и печатались в «Красной газете» и газете «Кино». В постоянный состав бригады входили также М. Ю. Блейман, Б. Л. Бродянский, Н. А. Коварский, И. З. Трауберг.
В 1933—1934 годах работал в киносекции Государственной академии искусствознания (ГАИС). Входил в состав экспертной комиссии по оценке музыкальных маршей из кинофильма «Весёлые ребята», отвергшей обвинения в плагиате при их создании. Участвовал в работе Первого съезда советских писателей (делегат с совещательным голосом). Консультант исторического фильма «Поручик Киже» (1934).
В 1934—1935 годах — член президиума ЦК профсоюза кинофотоработников, ответственный редактор газеты «Кино». В числе ведущих советских кинематографистов подписал письмо И. В. Сталину в связи с празднованием 15-летия советского кинематографа, присутствовал на заседании Президиума ЦИК СССР при вручении наград работникам кинематографии. За публикацию в газете «Кино» заключительного слова С. М. Эйзенштейна на I Всесоюзном совещании творческих работников кинематографии подвергся резкой критике со стороны начальника Главного управления кинофотопромышленности (ГУКФ) при СНК СССР Б. З. Шумяцкого.
В 1935—1936 годах работал инспектором-консультантом в художественно-производственном управлении ГУКФ. Редактор-составитель производственного плана ГУКФ на 1936 год по производству художественных фильмов.
В 1936—1938 годах — художественный консультант киностудии «Союздетфильм». Директор художественного фильма «Гобсек» (1936). Выступал за организацию в советской системе кинопроизводства новой управленческой профессии — института продюсеров.
Был обвинён в троцкизме, в 1938 году незаконно репрессирован, провёл 5 лет в ИТЛ.
После освобождения проживал в Луге. В 1948 году работал редактором сценарного отдела Алма-Атинской киностудии художественных и хроникальных фильмов.
Дата и место смерти неизвестны.
В современных исследованиях упоминаются статьи И. Я. Кринкина в рамках изучения эволюции идейно-эстетических принципов социалистического реализма в советском киноискусстве.